# اچ‌ام‌اس اسنودراپ (کی۶۷)
اچ‌ام‌اس اسنودراپ (کی۶۷) (به انگلیسی: HMS Snowdrop (K67)) یک کشتی بود که طول آن ۲۰۵ فوت (۶۲ متر) بود. این کشتی در سال ۱۹۴۱ ساخته شد.